# Pure Instinct
Albums de Scorpions
Live Bites
(1995) Eye II Eye
(1999)
Pure Instinct est le treizième album du groupe allemand de hard rock Scorpions sorti en 1996.
Cet album donne plus de place aux ballades et le côté heavy est lissé.

## Liste des titres
Toutes les paroles sont écrites par Klaus Meine sauf indication, toute la musique est composée par Rudolf Schenker sauf indication.
| 1.    | Wild child                                                                             |                                                             | 4:19 |
| 2.    | But the best for you                                                                   | Klaus Meine                                                 | 5:26 |
| 3.    | Does anyone know                                                                       | Klaus Meine                                                 | 6:03 |
| 4.    | Stone in my shoe                                                                       |                                                             | 4:42 |
| 5.    | Soul behind the face                                                                   |                                                             | 4:14 |
| 6.    | Oh girl (I wanna be with you)                                                          |                                                             | 3:56 |
| 7.    | When you came into my life                                                             | Klaus Meine, Rudolf Schenker, James F. Sundah, Titiek Puspa | 5:17 |
| 8.    | Where the river flows                                                                  |                                                             | 4:16 |
| 9.    | Time will call your name                                                               |                                                             | 3:21 |
| 10.   | You and I                                                                              | Klaus Meine                                                 | 6:22 |
| 11.   | Are you the one ?                                                                      |                                                             | 3:15 |
| 12.   | She's knocking at my door (chanson présente sur la version de l'album sortie au Japon) |                                                             |      |
| 50:50 |                                                                                        |                                                             |      |

## La pochette
Comme les albums In Trance, Virgin Killer, Taken by Force et Lovedrive, Pure Instinct possède deux pochettes différentes.
La pochette originale, qui est l'œuvre du photographe Gered Mankowitz, montre une famille d'humains nus, dans une cage, autour de laquelle sont réunis divers animaux sauvages que l'on voit souvent dans les zoos : un lama, un zèbre, un tigre, deux perroquets, deux manchots, deux singes et un kangourou.
La pochette alternative, que l'on doit au photographe Michel Comte, représente quatre membres du groupe (seul manque le batteur).